# Tillandsia rudolfii
Tillandsia rudolfii är en gräsväxtart som beskrevs av Elvira Angela Gross. Tillandsia rudolfii ingår i släktet Tillandsia och familjen Bromeliaceae. Inga underarter finns listade i Catalogue of Life.

## Bildgalleri

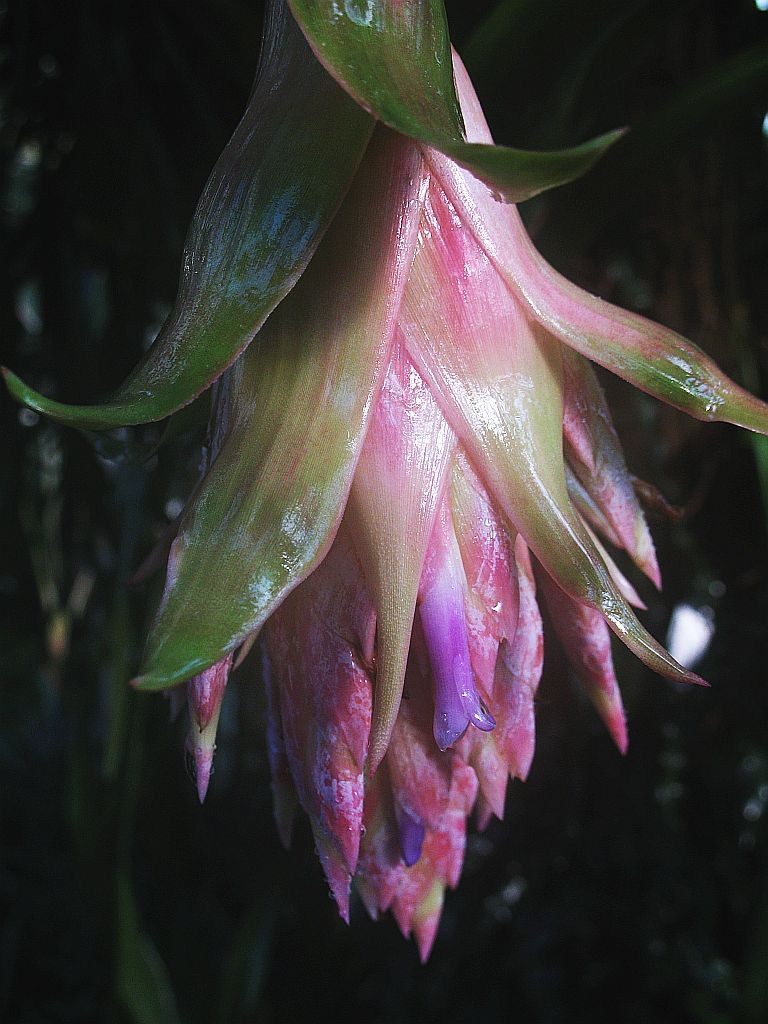
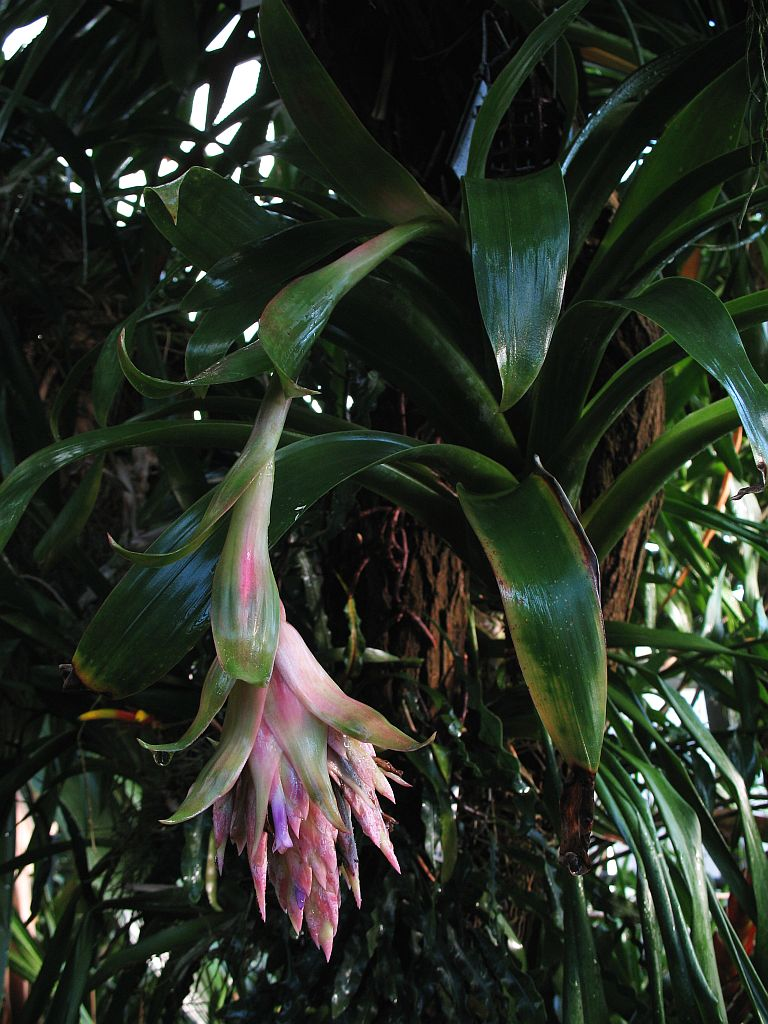